# Dryosaurus
Dryosaurus (que significa 'lagarto de árvore', grego δρῦς - drys - que significa 'árvore, carvalho' e σαυρος - sauros - que significa 'lagarto') é um gênero de um dinossauro ornitópode que viveu no período Jurássico Superior. Era um iguanodontiano (anteriormente classificado como um hipsilofodonte). Fósseis foram encontrados no oeste dos Estados Unidos e foram descobertos pela primeira vez no final do século XIX. Valdosaurus canaliculatus e Dysalotosaurus lettowvorbecki foram ambos anteriormente considerados representantes de espécies de Dryosaurus.

## Descoberta

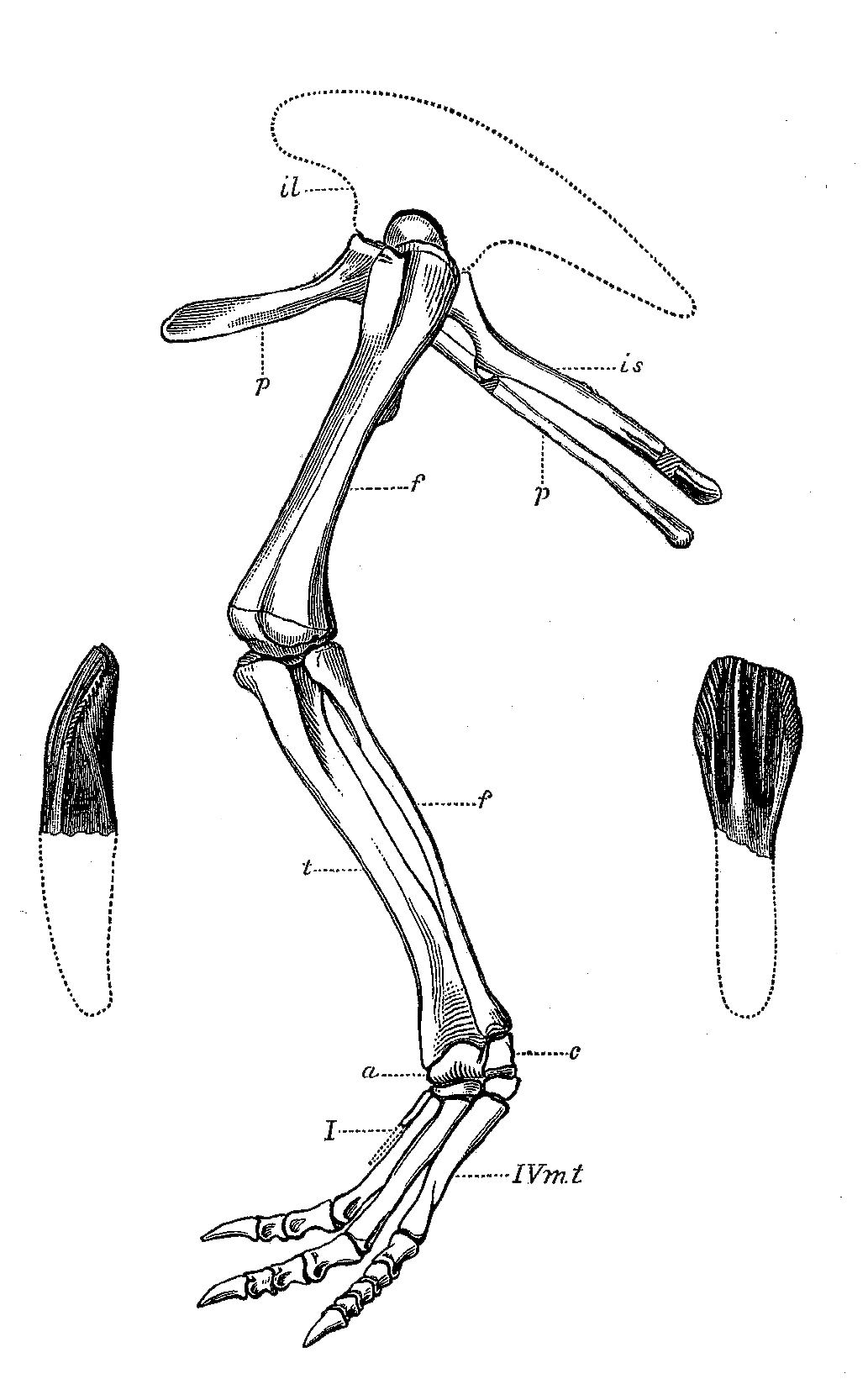
Pelve, perna e dente de D. altus, 1878 (incorretamente rotulado como Laosaurus altus)

Em 1876, Samuel Wendell Williston, no Condado de Albany, Wyoming, descobriu os restos de pequenos euornitópodes. Em 1878, o professor Othniel Charles Marsh os nomeou como uma nova espécie de Laosaurus, Laosaurus altus. O nome específico altus, que significa "alto" em latim, refere-se a ser maior que Laosaurus celer. Em 1894, Marsh tornou o táxon um gênero separado, Dryosaurus.  O nome genérico é derivado do grego δρῦς, drys, "árvore, carvalho", referindo-se a um presumido modo de vida que vivia na floresta. Mais tarde, muitas vezes presumiu-se que seu nome se devia ao formato de folha de carvalho de seus dentes da bochecha, que, no entanto, está ausente. A espécie-tipo continua sendo Laosaurus altus, a combinatio nova é Dryosaurus altus.
O holótipo, YPM 1876, foi encontrado em uma camada do Membro da Bacia Superior Brushy da Formação Morrison, datando do Tithoniano. Consiste em um esqueleto parcial, incluindo um crânio quase completo e mandíbulas inferiores. Vários outros fósseis de Wyoming foram atribuídos ao Dryosaurus altus. Eles incluem os espécimes YPM 1884: a metade traseira de um esqueleto; AMNH 834: um esqueleto parcial sem o crânio da Pedreira Bone Cabin; e CM 1949: a metade traseira de um esqueleto desenterrado em 1905 por William H. Utterback. A partir de 1922, em Utah, Earl Douglass descobriu restos de Dryosaurus no Monumento Nacional dos Dinossauros. Estes incluem CM 11340: a metade frontal de um esqueleto de um indivíduo muito jovem; CM 3392: um esqueleto com crânio, mas sem a cauda; CM 11337: um esqueleto fragmentário de um jovem; e DNM 1016: um ílio esquerdo desenterrado pelo técnico Jim Adams. Outros fósseis foram encontrados no Colorado. Em Lily Park, Condado de Moffat, James Leroy Kay e Albert C. Lloyd recuperaram, em 1955, o CM 21786, um esqueleto sem crânio e pescoço. Da Pedreira 'Scheetz' 1, em Uravan, Condado de Montrose, em 1973, Peter Malcolm Galton e James Alvin Jensen descreveram o espécime BYU ESM-171R encontrado por Rodney Dwayne Scheetz, consistindo de algumas vértebras, uma mandíbula inferior esquerda, um membro anterior esquerdo e dois membros posteriores.

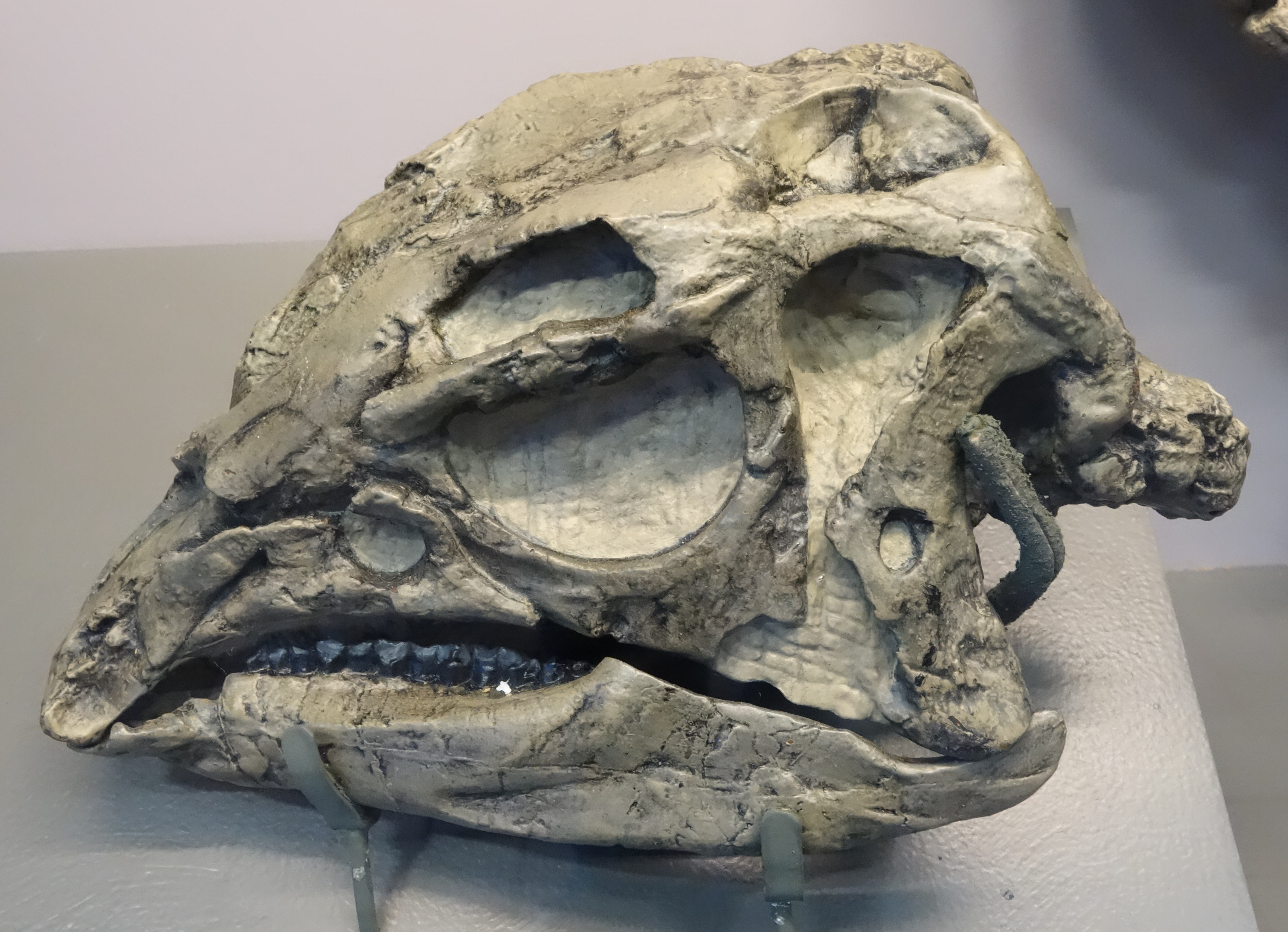
Molde do crânio do holótipo D. elderae

Rodney D. Scheetz e sua família descobriram uma localidade fóssil a cerca de oito quilômetros de Uravan, Colorado, na primavera de 1972. Este sítio, exposto involuntariamente por uma escavadeira, continha fragmentos fósseis, que se dizia estarem em tal estado que pareciam ossos não fossilizados. O sítio foi mencionado em um artigo de 1973, e Scheetz continuou a escavar o local anualmente até publicar uma breve nota em 1991. Até então, cerca de 2.500 fragmentos haviam sido escavados, e acredita-se que quase todos os espécimes tenham pertencido a Dryosaurus. Pelo menos oito indivíduos estão representados, com idades que variam de juvenil a embrionário; encontrar espécimes em idade embrionária é excepcionalmente raro para fósseis de dinossauros. Cascas de ovos também foram encontradas na amostra. Scheetz expressou sua intenção de continuar o trabalho no sítio após a publicação da nota.
Gregory S. Paul em seu guia de campo de dinossauros de 2010 (2ª edição publicada em 2016) sugeriu que o material de Utah representava uma espécie separada, o que foi confirmado por Carpenter e Galton (2018), que descreveram o Monumento Nacional dos Dinossauros Dryosaurus como uma nova espécie, D. elderae.

## Descrição

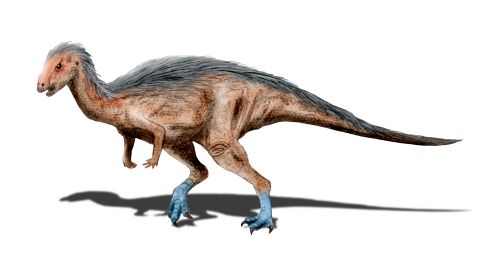
Restoraução de um D. altus

Tamanho comparado de D. elderae com o humano

Com base em espécimes conhecidos, estima-se que o Dryosaurus tenha atingido até 3 metros de comprimento e pesado até 100 quilos. No entanto, como nenhum espécime adulto conhecido do gênero foi encontrado, o tamanho adulto permanece desconhecido. Em 2018, concluiu-se que o maior espécime (CM 1949) era de outra espécie; revisar a identidade deste espécime colocou em questão a pesquisa anterior sobre tamanho e crescimento.
O Dryosaurus tinha pescoço longo, pernas longas e finas e uma cauda longa e rígida. Seus braços, porém, com cinco dedos em cada mão, eram curtos. Os dentes eram caracterizados por uma forte crista mediana na superfície lateral.

## Classificação
Originalmente pensado como um membro de Hypsilophodontidae, Dryosaurus é membro de sua própria família Dryosauridae, um grupo de pequenos dinossauros iguanodontianos, sendo o gênero tipo.  Sob o Phylocode, Madzia et al. (2021) definiram formalmente Dryosauridae como "o maior clado contendo Dryosaurus altus, mas não Iguanodon bernissartensis."
O cladograma abaixo segue sua filogenia de Iguanodontia, retirada da descrição de Orthomerus dolloi, mostrando as relações de Dryosaurus na família.
|  | Zalmoxes robustus                                                         |
|  |                                                                           |
|  | \| \| Mochlodon vorosi \| \| \| \| \| \| Zalmoxes shqiperorum \| \| \| \| |
|  |                                                                           |
|  | Mochlodon vorosi                                                          |
|  |                                                                           |
|  | Zalmoxes shqiperorum                                                      |
|  |                                                                           |

|  | Mochlodon vorosi     |
|  |                      |
|  | Zalmoxes shqiperorum |
|  |                      |

|  | Zalmoxes robustus                                                         |
|  |                                                                           |
|  | \| \| Mochlodon vorosi \| \| \| \| \| \| Zalmoxes shqiperorum \| \| \| \| |
|  |                                                                           |
|  | Mochlodon vorosi                                                          |
|  |                                                                           |
|  | Zalmoxes shqiperorum                                                      |
|  |                                                                           |

|  | Mochlodon vorosi     |
|  |                      |
|  | Zalmoxes shqiperorum |
|  |                      |

|  | Tenontosaurus tilletti |
|  |                        |
|  | Tenontosaurus dossi    |
|  |                        |

|  | Eousdryosaurus nanohallucis                                                             |
|  |                                                                                         |
|  | "Camptosaurus" valdensis                                                                |
|  |                                                                                         |
|  | Callovosaurus leedsi                                                                    |
|  |                                                                                         |
|  | Dysalotosaurus lettowvorbecki                                                           |
|  |                                                                                         |
|  | Dryosaurus altus                                                                        |
|  |                                                                                         |
|  | \| \| Valdosaurus canaliculatus \| \| \| \| \| \| Elrhazosaurus nigeriensis \| \| \| \| |
|  |                                                                                         |
|  | Valdosaurus canaliculatus                                                               |
|  |                                                                                         |
|  | Elrhazosaurus nigeriensis                                                               |
|  |                                                                                         |

|  | Valdosaurus canaliculatus |
|  |                           |
|  | Elrhazosaurus nigeriensis |
|  |                           |

|  | Eousdryosaurus nanohallucis                                                             |
|  |                                                                                         |
|  | "Camptosaurus" valdensis                                                                |
|  |                                                                                         |
|  | Callovosaurus leedsi                                                                    |
|  |                                                                                         |
|  | Dysalotosaurus lettowvorbecki                                                           |
|  |                                                                                         |
|  | Dryosaurus altus                                                                        |
|  |                                                                                         |
|  | \| \| Valdosaurus canaliculatus \| \| \| \| \| \| Elrhazosaurus nigeriensis \| \| \| \| |
|  |                                                                                         |
|  | Valdosaurus canaliculatus                                                               |
|  |                                                                                         |
|  | Elrhazosaurus nigeriensis                                                               |
|  |                                                                                         |

|  | Valdosaurus canaliculatus |
|  |                           |
|  | Elrhazosaurus nigeriensis |
|  |                           |

|  | Tenontosaurus tilletti |
|  |                        |
|  | Tenontosaurus dossi    |
|  |                        |

|  | Eousdryosaurus nanohallucis                                                             |
|  |                                                                                         |
|  | "Camptosaurus" valdensis                                                                |
|  |                                                                                         |
|  | Callovosaurus leedsi                                                                    |
|  |                                                                                         |
|  | Dysalotosaurus lettowvorbecki                                                           |
|  |                                                                                         |
|  | Dryosaurus altus                                                                        |
|  |                                                                                         |
|  | \| \| Valdosaurus canaliculatus \| \| \| \| \| \| Elrhazosaurus nigeriensis \| \| \| \| |
|  |                                                                                         |
|  | Valdosaurus canaliculatus                                                               |
|  |                                                                                         |
|  | Elrhazosaurus nigeriensis                                                               |
|  |                                                                                         |

|  | Valdosaurus canaliculatus |
|  |                           |
|  | Elrhazosaurus nigeriensis |
|  |                           |

|  | Eousdryosaurus nanohallucis                                                             |
|  |                                                                                         |
|  | "Camptosaurus" valdensis                                                                |
|  |                                                                                         |
|  | Callovosaurus leedsi                                                                    |
|  |                                                                                         |
|  | Dysalotosaurus lettowvorbecki                                                           |
|  |                                                                                         |
|  | Dryosaurus altus                                                                        |
|  |                                                                                         |
|  | \| \| Valdosaurus canaliculatus \| \| \| \| \| \| Elrhazosaurus nigeriensis \| \| \| \| |
|  |                                                                                         |
|  | Valdosaurus canaliculatus                                                               |
|  |                                                                                         |
|  | Elrhazosaurus nigeriensis                                                               |
|  |                                                                                         |

|  | Valdosaurus canaliculatus |
|  |                           |
|  | Elrhazosaurus nigeriensis |
|  |                           |

|  | Zalmoxes robustus                                                         |
|  |                                                                           |
|  | \| \| Mochlodon vorosi \| \| \| \| \| \| Zalmoxes shqiperorum \| \| \| \| |
|  |                                                                           |
|  | Mochlodon vorosi                                                          |
|  |                                                                           |
|  | Zalmoxes shqiperorum                                                      |
|  |                                                                           |

|  | Mochlodon vorosi     |
|  |                      |
|  | Zalmoxes shqiperorum |
|  |                      |

|  | Zalmoxes robustus                                                         |
|  |                                                                           |
|  | \| \| Mochlodon vorosi \| \| \| \| \| \| Zalmoxes shqiperorum \| \| \| \| |
|  |                                                                           |
|  | Mochlodon vorosi                                                          |
|  |                                                                           |
|  | Zalmoxes shqiperorum                                                      |
|  |                                                                           |

|  | Mochlodon vorosi     |
|  |                      |
|  | Zalmoxes shqiperorum |
|  |                      |

|  | Tenontosaurus tilletti |
|  |                        |
|  | Tenontosaurus dossi    |
|  |                        |

|  | Eousdryosaurus nanohallucis                                                             |
|  |                                                                                         |
|  | "Camptosaurus" valdensis                                                                |
|  |                                                                                         |
|  | Callovosaurus leedsi                                                                    |
|  |                                                                                         |
|  | Dysalotosaurus lettowvorbecki                                                           |
|  |                                                                                         |
|  | Dryosaurus altus                                                                        |
|  |                                                                                         |
|  | \| \| Valdosaurus canaliculatus \| \| \| \| \| \| Elrhazosaurus nigeriensis \| \| \| \| |
|  |                                                                                         |
|  | Valdosaurus canaliculatus                                                               |
|  |                                                                                         |
|  | Elrhazosaurus nigeriensis                                                               |
|  |                                                                                         |

|  | Valdosaurus canaliculatus |
|  |                           |
|  | Elrhazosaurus nigeriensis |
|  |                           |

|  | Eousdryosaurus nanohallucis                                                             |
|  |                                                                                         |
|  | "Camptosaurus" valdensis                                                                |
|  |                                                                                         |
|  | Callovosaurus leedsi                                                                    |
|  |                                                                                         |
|  | Dysalotosaurus lettowvorbecki                                                           |
|  |                                                                                         |
|  | Dryosaurus altus                                                                        |
|  |                                                                                         |
|  | \| \| Valdosaurus canaliculatus \| \| \| \| \| \| Elrhazosaurus nigeriensis \| \| \| \| |
|  |                                                                                         |
|  | Valdosaurus canaliculatus                                                               |
|  |                                                                                         |
|  | Elrhazosaurus nigeriensis                                                               |
|  |                                                                                         |

|  | Valdosaurus canaliculatus |
|  |                           |
|  | Elrhazosaurus nigeriensis |
|  |                           |

|  | Tenontosaurus tilletti |
|  |                        |
|  | Tenontosaurus dossi    |
|  |                        |

|  | Eousdryosaurus nanohallucis                                                             |
|  |                                                                                         |
|  | "Camptosaurus" valdensis                                                                |
|  |                                                                                         |
|  | Callovosaurus leedsi                                                                    |
|  |                                                                                         |
|  | Dysalotosaurus lettowvorbecki                                                           |
|  |                                                                                         |
|  | Dryosaurus altus                                                                        |
|  |                                                                                         |
|  | \| \| Valdosaurus canaliculatus \| \| \| \| \| \| Elrhazosaurus nigeriensis \| \| \| \| |
|  |                                                                                         |
|  | Valdosaurus canaliculatus                                                               |
|  |                                                                                         |
|  | Elrhazosaurus nigeriensis                                                               |
|  |                                                                                         |

|  | Valdosaurus canaliculatus |
|  |                           |
|  | Elrhazosaurus nigeriensis |
|  |                           |

|  | Eousdryosaurus nanohallucis                                                             |
|  |                                                                                         |
|  | "Camptosaurus" valdensis                                                                |
|  |                                                                                         |
|  | Callovosaurus leedsi                                                                    |
|  |                                                                                         |
|  | Dysalotosaurus lettowvorbecki                                                           |
|  |                                                                                         |
|  | Dryosaurus altus                                                                        |
|  |                                                                                         |
|  | \| \| Valdosaurus canaliculatus \| \| \| \| \| \| Elrhazosaurus nigeriensis \| \| \| \| |
|  |                                                                                         |
|  | Valdosaurus canaliculatus                                                               |
|  |                                                                                         |
|  | Elrhazosaurus nigeriensis                                                               |
|  |                                                                                         |

|  | Valdosaurus canaliculatus |
|  |                           |
|  | Elrhazosaurus nigeriensis |
|  |                           |

## Paleoecologia
O espécime holótipo de Dryosaurus YPM 1876 foi descoberto na Pedreira YPM 5 de Reed, no Membro da Bacia Superior Brushy, da Formação Morrison. Nesta formação do Jurássico Superior da América do Norte ocidental, restos de Dryosaurus foram recuperados das zonas estratigráficas 2–6. Esta é uma formação com uma sequência de sedimentos marinhos e aluviais rasos que, de acordo com a datação radiométrica, varia entre 156,3 milhões de anos (Ma) em sua base, a 146,8 milhões de anos no topo, o que a coloca nos estágios tardios do Oxfordiano, Kimmeridgiano e início do Tithoniano do período Jurássico Superior. Em 1877, esta formação tornou-se o centro da Guerra dos Ossos, uma rivalidade na coleta de fósseis entre os primeiros paleontólogos Othniel Charles Marsh e Edward Drinker Cope. A Formação Morrison é interpretada como um ambiente semiárido com distintas estações chuvosa e seca. A Bacia de Morrison, onde os dinossauros viveram, estendia-se do Novo México a Alberta e Saskatchewan, e foi formada quando os precursores da Cordilheira Frontal das Montanhas Rochosas começaram a avançar para oeste. Os depósitos de suas bacias de drenagem voltadas para o leste foram carregados por córregos e rios e depositados em planícies pantanosas, lagos, canais de rios e planícies de inundação.